# Paulo César Alvim
Paulo César Rezende de Carvalho Alvim () é um engenheiro e político brasileiro. Foi Ministro da Ciência, Tecnologia e Inovações no Governo Jair Bolsonaro.
É engenheiro civil, formado pela Universidade Federal do Rio de Janeiro, Mestre em Ciência da Informação, formado pela Universidade de Brasília. 1982 a 1984 foi analista de projetos das áreas de transporte e energia. 1985 a 1986, foi analista técnico da Secretaria de Tecnologia Industrial do MIC, atuando nas áreas de energia e tecnologia industrial básica. 1987 a 1989 foi Técnico do SEBRAE, atuando nas áreas de apoio tecnológico aos pequenos negócios e superintendente da área de modernização e cooperação técnica.